# Blaž Rojko
Blaž Rojko, slovenski skladatelj, glasbeni pedagog in zborovodja * 29. december 1965, Ljubljana.
Srednjo vzgojiteljsko šolo v Ljubljani je končal leta 1984, deluje pa predvsem kot glasbeni vzgojitelj predšolskih otrok. 
Vodi mdr. pevski zbor "Cluster" in Javni sklad za kulturne dejavnost Republike Slovenije - območno izpostavo Trbovlje.